# Brioix suís

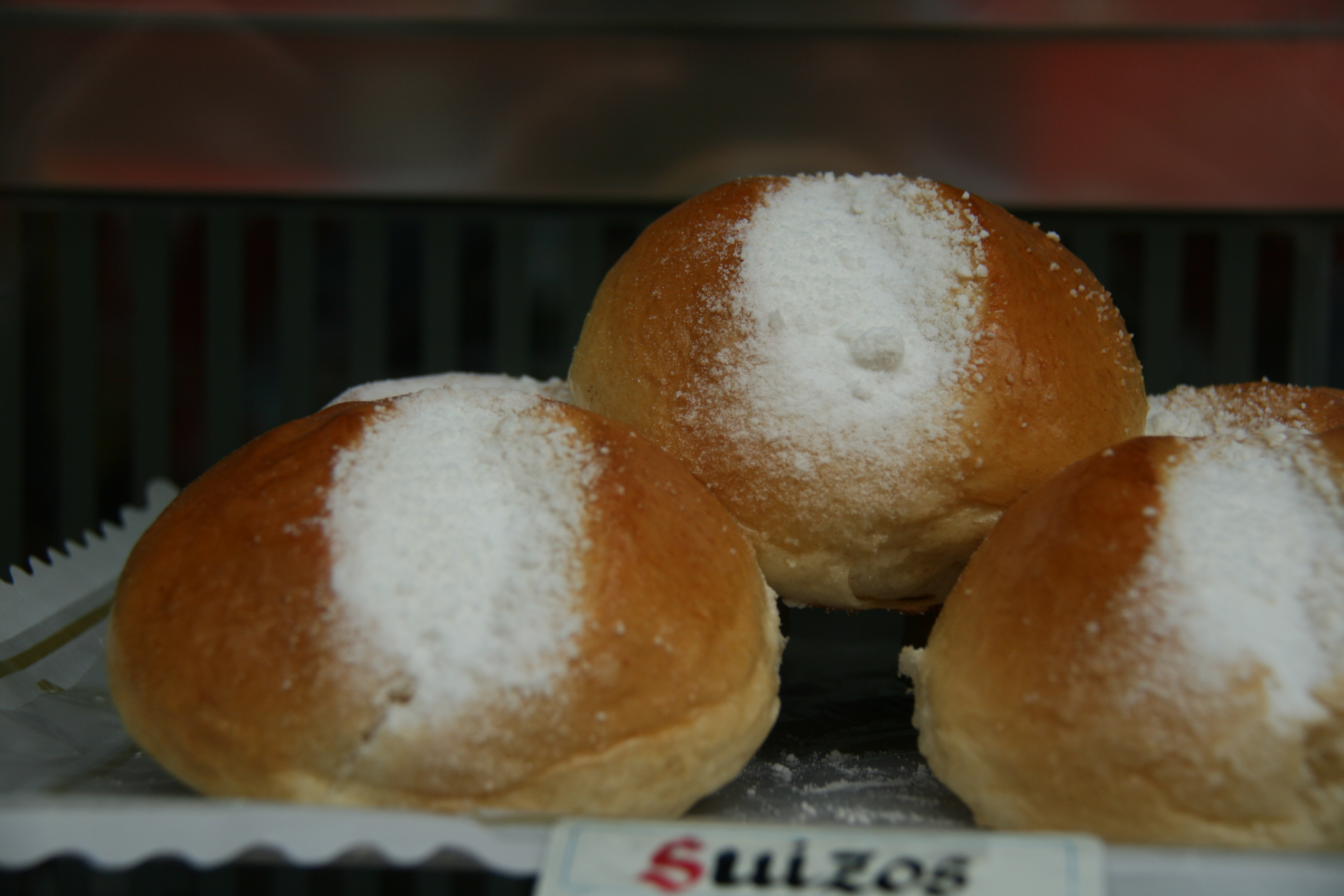
Suïssos exposats en La Mallorquina.

El brioix suís (a vegades simplement suís) és un brioix elaborat en les pastisseries de Madrid. Deu el seu nom i la seva popularitat per haver-se elaborat en el ja tancat Cafè Suís de Madrid (aquest era a la confluència del carrer d'Alcalá i de Sevilla, denominada antany calle ancha de Peligros.) Es tracta d'un brioix simple que sol ser entre els més bon mercat del menú de la rebosteria espanyola. En l'actualitat és fàcil trobar-ho en diverses pastisseries i cafeteries d'Espanya. És habitual prendre-ho com a desdejunar.

## Història
El nom originari donat a aquesta mena de brioix madridenc és brioix de llet i se servia com a desdejunar i berenar habitualment en els cafès de la fi del segle xix a Madrid. L'èxit que tingué al Cafè Suís va fer que al principi s'anomenessen "brioixos del suís" i finalment, simplement «suïssos». La seva elaboració va ser molt popular al començament del segle XX quan es va introduir en la rebosteria espanyola el llevat francès, dit així perquè procedia de la fàbrica francesa de Singer.

## Característiques
Es tracta d'un brioix elaborat amb una simple pasta de brioix que posseeix com a característica externa, una esquerda en la seva superfície sobre la qual es posa sucre en pols i cristal·litzada. Té una forma rodona de mitja esfera. Aquest condiment dolç s'inclou just en sortir del forn, la qual cosa fa que tingui un aspecte cruixent i ben adherit a la superfície. La pasta del suís sol ser tendra en el cas d'haver estat acabada de fer, però a mesura que passa el temps es va ressecant. Pot estar en un expositor entre dos o tres dies. Es tracta d'un brioix que sol acompanyar un esmorzar amb cafè amb llet, o simplement llet.
És popular també en altres països fora d'Espanya, com per exemple a Xile. En aquest país, es pot consumir farcit de crema pastissera, confitura de llet o fins i tot codonyat; es menja generalment a l'hora de l'onze.

## Anècdotes
- Enrique Jardiel Poncela, en el seu llibre Exceso de equipaje i en una altra de les seves novel·les, conta que a Suïssa va demanar a un cambrer per aquest brioix i aquesta li va respondre que no existia.[5] En descriure la seva forma, el cambrer li va dir que «el més semblant és un brioix espanyol» i li van portar un suís.[6]
- El brioix apareix diverses vegades en la novel·la La colmena de Camilo José Cela.[2]